# Центр спеціального призначення «Кубінка»
Центр спеціального призначення «Кубінка» (ЦСпП «Кубінка», в/ч 01355) — військова частина збройних сил РФ, що готує військовослужбовців для ССО РФ. Підпорядкована Генеральному штабу Збройних сил Російської Федерації.

## Історія
7 квітня 2011 року міноборони РФ створило Центр спеціального призначення «Кубінка» (рос. ЦСН «Кубинка»), що став другим таким центром після ЦСпП «Сенеж». «Кубінка» була підпорядкована начальнику Головного розвідувального управління. На відміну від «Сенежа», який створювався на базі спецпризначення ГРУ, у створенні «Кубінки» важливу роль відіграли колишні й чинні на той час службовці спецпризначення ФСБ.
Військовослужбовці ЦСП «Кубінка» брали участь в інтервенції до Криму. Зокрема, захоплювали Парламент Криму 26-27 лютого 2014 року.

## Втрати
З відкритих джерел відомо про щонайменш 2 вбитих бійців центру в Сирії, і 7 — під час російсько-української війни